# 朱慈燦 (明悼王)
朱慈燦（1637年—1639年），是崇禎帝朱由檢第六子。
崇禎十年（1637年）出生，生母恭淑端惠靜懷皇貴妃田氏。崇禎十二年三月二十七日（1639年5月5日），他便夭折，被追封為悼懷王。